# 晋昌
宗室晋昌（穆麟德轉寫：uksun jincang，1759年—1828年），爱新觉罗氏，字戬斋、晋斋，号红梨主人，清朝宗室、满洲正蓝旗人。

## 生平
清世祖五子恭亲王常宁五世孙，固山贝子明韶的长子，初授三等侍卫、辅国将军。嘉庆五年（1800年），担任盛京将军的职务，以叶畊畬和程伟元擔任幕僚。工繪圖，能点染花卉。嘉庆八年（1803年）八月，因事革职。嘉庆十年（1805年），以头等侍卫衔出任乌什办事大臣，後授喀什噶尔参赞大臣。嘉庆十四年，调伊犁将军。嘉庆十九年（1814年），第二次任盛京将军。道光年间，历官兵部尚书、第三次任盛京将军，卒于道光八年（1828年）。
著有《西域蟲鳴草》、《且住草堂詩稿》。

## 家庭
- 高祖多羅僖敏貝勒海善。
- 曾祖頭等侍衛宗室祿穆布。
  - 胞兄三等侍衛宗室隆靄。其子三等侍卫宗室敦福，孙女愛新覺羅氏嫁镶黄旗满洲戴佳氏嵩瞻（其子道光十一年（1831年）辛卯恩科舉人裕英；孙儿广林，妻曹氏（其胞兄正红旗汉军、同治十三年（1874年）甲戌科進士保昌，表兄正蓝旗汉军、光緒二年（1876年）丙子恩科進士胡俊章）；胞侄道光十六年（1836年）丙申恩科进士慧成，侄孙道光三十年（1850年）庚戌科进士晉康）；宗室隆靄后代还有光緒九年（1883年）癸未科榜眼壽耆。
- 祖父多羅貝子斐蘇。
  - 胞弟三等侍卫宗室吉爾章阿。其曾孙道光十六年（1836年）丙申恩科三甲進士宗室榮棻，妻高佳氏（祖父镶黄旗满洲、鑾儀衛雲麾使伊昇阿，高祖总兵高鈺 (清朝)）。
- 父固山貝子明韶。
  - 胞兄宗室明本。
  - 胞姊愛新覺羅氏，嫁鑲黃旗滿洲富察氏明義，明義著有《綠煙鎖窗集》（胞兄头等侍卫、一等子爵明仁，父 (追)一等伯傅清）。
- 母完顏氏（？-1821年，父博第，祖父達賚）。
- 胞兄奉恩輔國公晉隆。嫡妻兆佳氏（曾祖正白旗满洲、吏部尚书瑪爾漢，祖姑母兆佳氏嫡福晉适怡賢親王胤祥），庶妻曹佳氏。其子道光丙戌科進士宗室豫本（生母曹佳氏），著有《茶村集》、《选梦楼诗钞》；孙道光十八年（1838年）戊戌科进士傳臚宗室靈桂。
- 正妻舒穆禄氏，愉郡王弘庆次女多罗格格与多罗额驸额尔登布之女。
- 子不入八分镇国公宗室祥林。妻章佳氏（父镶黄旗满洲慶溥，祖父雍正癸丑進士尹繼善），董鄂氏武莊（父正黄旗满洲、乾隆三十七年壬辰科进士鐵保）。
- 子嘉庆己巳恩科二甲進士宗室瑞林，侍讀學士。
- 子道光壬辰恩科進士宗室惠林，庫爾噶拉烏蘇領隊大臣。